# Corrado Trinci
Corrado Trinci fou un noble de Foligno que seguia la llei llombarda, que està testimoniat entre 1228 i 1240. El 1239 va participar en l'expulsió dels gibel·lins de Foligno, però el 1240 es va canviar de bàndol quan la ciutat fou conquerida pels imperials. Va deixar cinc fills: Corrado I Trinci, Piacenza, Berardo Trinci, Trincia Trinci i Nallo.